# Nightlife (Album)
Nightlife ist das siebte Studioalbum der Pet Shop Boys. Es erschien im Oktober 1999 bei Parlophone. Es erreichte in Deutschland Platz 2 und in Großbritannien Platz 7 der Charts.

## Geschichte
Nachdem die Pet Shop Boys ihr vorheriges Album Bilingual veröffentlicht hatten, arbeiteten sie mit dem Autor Jonathan Harvey zusammen an dem Musical Closer to Heaven, das schließlich im Mai 2001 im Londoner Arts Theatre Premiere hatte. Stücke aus dieser Periode wurden als Konzeptalbum unter dem Titel Nightlife herausgebracht. Auch das Musical hatte streckenweise diesen Arbeitstitel.
Mit In Denial war ein Duett mit Kylie Minogue enthalten, in einer Phase, in der Minogue weniger erfolgreich war. Die Pet Shop Boys hatten bereits für das Album Kylie Minogue 1994 ein Stück für sie geschrieben. Im Jahr 2000 unterschrieb Minogue bei Parlophone.

## Rezeption
Stephen Thomas Erlewine von Allmusic schrieb, das Album sei „weniger als die Summe seiner Teile“: „Repeated listens reveal the songs' charms, yet Nightlife coasts on its craft a bit too much, which makes it feel like one of their second-tier albums.“

## Titelliste
| #   | Titel                                                   | Länge |
| --- | ------------------------------------------------------- | ----- |
| 1.  | For Your Own Good                                       | 5:13  |
| 2.  | Closer to Heaven                                        | 4:06  |
| 3.  | I Don't Know What You Want But I Can't Give It Any More | 5:09  |
| 4.  | Happiness Is an Option                                  | 3:48  |
| 5.  | You Only Tell Me You Love Me When You're Drunk          | 3:11  |
| 6.  | Vampires                                                | 4:43  |
| 7.  | Radiophonic                                             | 3:31  |
| 8.  | The Only One                                            | 4:21  |
| 9.  | Boy Strange                                             | 5:09  |
| 10. | In Denial (mit Kylie Minogue)                           | 3:20  |
| 11. | New York City Boy                                       | 5:15  |
| 12. | Footsteps                                               | 4:16  |